# Ночнар острівний
Ночна́р острівний (Eurostopodus diabolicus) — вид дрімлюгоподібних птахів родини дрімлюгових (Caprimulgidae). Ендемік Індонезії.

## Опис
Довжина птаха становить 26-27 см. Верхня частина тіла сірувато-коричнева, поцяткована коричневими, світло-коричневими і охристими плямками. На тімені і спині чорнуваті смужки. Нижня частина тіла коричнювата, поцяткована бурими і охристими плямами і смужками, на животі і боках охристі смужки. На горлі у самців біла смуга, у самиць охриста. "Комір" на шиї відсутній.

## Поширення і екологія
Острівні ночнарі є ендеміками острова Сулавесі. Вони живуть у вологих і гірських тропічних лісах на півночі і в центрі острова, на узліссях і галявимнах, в пальомих гаях. Зустрічаються на висоті від 250 до 2300 м над рівнем моря. Дослідники припускають, що острівні ночнарі мажуть бути поширеними на всій території острова.

## Поведінка
Острівні ночнарі ведуть присмерковий спосіб життя. Живляться комахами, яких ловлять в польоті. Сезон розмноження триває з березня по червень і з жовтня по грудень. Відкладаються яйця в ямку на землі, серед опалого листя. В кладці 1 кремове яйця, поцятковане коричневими плямами. Інкубаційний період триває приблизно місяць.

## Збереження
Острівний ночнар був відкритий німецьким орнітологом Гердом Хайнріхом у 1931 році, коли він спіймав самицю цього виду на горі Клабат. Протягом настих десятиліть вид не фіксувався, поки у 1996 році вид не був повторно відкрий у Національному парку Лоре-Лінду. МСОП класифікує цей вид як вразливий. За оцінками дослідників, популяція острівниних ночнарів становить від 3500 до 15000 птахів, однак деякі дослідники припускають, що вона може бути більшою. Острівним ночнарям загрожує знищення природного середовища.